# Buiu
Ardiles Joaquin dos Santos Neto (5 mei 1980), ook wel bekend onder de naam Buiu, is een voormalig Braziliaans voetballer.

## Carrière
Buiu speelde in 1998 voor Kashiwa Reysol.